# 89º Campeonato Brasileiro Absoluto de Xadrez
O 89º Campeonato Brasileiro Absoluto de Xadrez foi uma competição de xadrez organizada pela CBX (Confederação Brasileira de Xadrez) e pela FPEX (Federação Pernambucana de Xadrez).  A final foi disputada na cidade de Recife entre os dias 13 e 21 de dezembro de 2023. O campeão foi o GM Luis Paulo Supi. 